# 9276 Timgrove
9276 Timgrove è un asteroide della fascia principale. Scoperto nel 1980, presenta un'orbita caratterizzata da un semiasse maggiore pari a 2,3487388 UA e da un'eccentricità di 0,0749476, inclinata di 5,27535° rispetto all'eclittica.